# Paul Cartledge

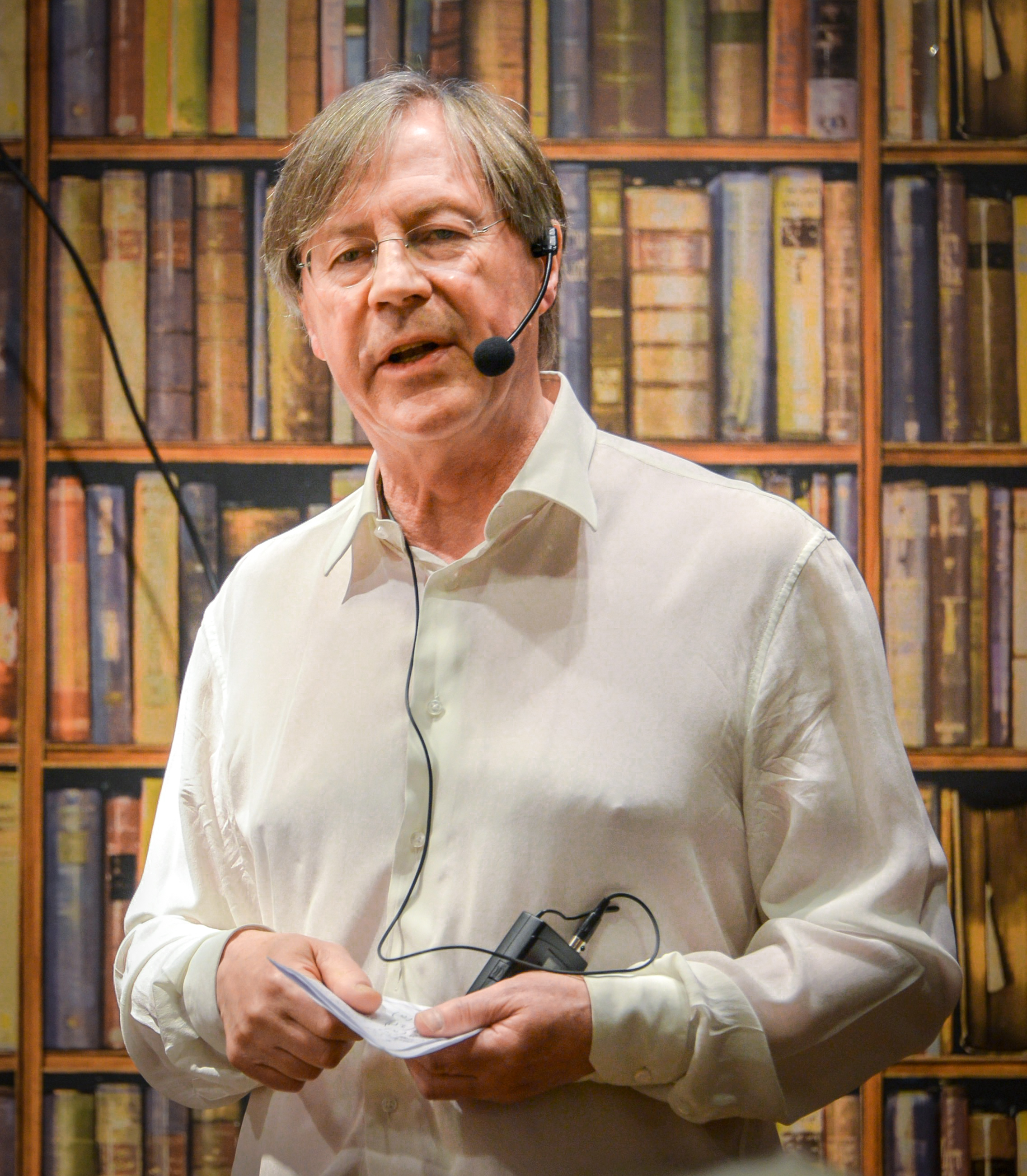
Paul Cartledge em Estocolmo 2014.

Paul Anthony Cartledge (24 de março de 1947) é um historiador de Antiguidade e acadêmico britânico. De 2008 a 2014, foi Professor AG Leventis de Cultura Grega na Universidade de Cambridge. Anteriormente, ele ocupou uma cadeira pessoal de História Grega em Cambridge.

## Vida pregressa
Cartledge foi educado na St Paul's School e New College, Oxford, onde, com seus contemporâneos Robin Lane Fox e Terence Irwin, foi aluno de GEM de Ste. Croix. Graduou-se como Bacharel em Artes, posteriormente promovido a MA (Oxon) por antiguidade, em 1969. Ele permaneceu na Universidade de Oxford para realizar estudos de pós-graduação, concluindo um Doutor em Filosofia sob a supervisão do Professor Sir John Boardman. Sua tese se concentrou na arqueologia espartana.

## Carreira acadêmica
Cartledge lecionou na New University of Ulster em 1972–73, no Trinity College, Dublin, de 1973 a 1978, e na University of Warwick em 1978–79. Em outubro de 1979 ele se mudou para a Universidade de Cambridge onde é membro do Clare College.
Em 2008, Cartledge foi eleito para a recém-criada Professora AG Leventis de Cultura Grega na Universidade de Cambridge, cargo do qual se aposentou no final de setembro de 2014.
Cartledge detém um cargo de professor global ilustre visitante na New York University, financiado pelo Parlamento grego, e faz parte do Conselho Consultivo Europeu da Princeton University Press.
Cartledge também é portador da Cruz de Ouro da Ordem de Honra da Grécia e Cidadão Honorário da (moderna) Esparta.

## Área de estudo
O campo de estudo de Cartledge é Atenas e Esparta no Período Clássico; ele foi descrito  como um laconófilo.
Ele foi consultor histórico-chefe da série de TV da BBC The Greeks e da série do Channel 4 The Spartans, apresentada por Bettany Hughes. 

## Vida pessoal
Cartledge é casado com Judith Portrait, uma advogada que atua como curadora de parte da participação da família Sainsbury na Sainsbury's em custódia cega.
Em agosto de 2014, Cartledge foi uma das 200 figuras públicas que foram signatárias de uma carta ao The Guardian se opondo à independência escocesa na corrida para o referendo de setembro sobre essa questão.

## Publicações
- Aristophanes and His Theatre of the Absurd (1989), Duckworth.ISBN 1-85399-114-7
- Nomos : Essays in Athenian Law, Politics and Society (1991), Cambridge University Press.ISBN 0-521-37022-1ISBN 0-521-37022-1
- Spartan Reflections, uma coleção de ensaios novos e revisados (Duckworth, 2001),ISBN 0-7156-2966-2
- Esparta e Lacônia (2ª ed. 2002).
- Hellenistic and Roman Sparta (rev. Edns 2002), (com A. Spawforth).
- The Greeks: A Portrait of Self and Others (2ª ed., 2002), o produto da pesquisa sobre a autodefinição grega.
- Kosmos: ensaios em Ordem, Conflito e Comunidade em Atenas Clássica (co-autor Paul Millett ; (2002), Cambridge University Press .ISBN 0-521-52593-4ISBN 0-521-52593-4
- The Spartans: An Epic History (2ª ed., 2003).
- Alexandre, o Grande : A caça a um novo passado (2004).
- Helotismo e seu mestrado em Lacônia e Messênia : Histórias, Ideologias, Estruturas (2004), Centro de Estudos Helênicos.ISBN 0-674-01223-2ISBN 0-674-01223-2
- Thermopylae : The Battle That Changed the World (2006), The Overlook Press.ISBN 1-58567-566-0ISBN 1-58567-566-0
- Ancient Greek Political Thought in Practice (2009), Cambridge University Press.ISBN 978-0-521-45455-1ISBN 978-0-521-45455-1
- Grécia Antiga: Uma História em Onze Cidades, (2009), Oxford University Press .ISBN 978-0-191-57157-2ISBN 978-0-191-57157-2
- Democracy: A Life (2016), Oxford University Press.ISBN 978-0-199-83745-8ISBN 978-0-199-83745-8